# Philibert de Naillac
Philibert de Naillac (zm. 1421 w Rodos) – 34 wielki mistrz zakonu joannitów w latach 1396–1421.
Urodzony jako młodszy syn w ważnym rodzie prowincji Berry wstąpił do zakonu joannitów. W 1383 został mianowany wielkim mistrzem zakonu w Akwitanii. W 1396 został wysłany do głównej siedziby zakonu na Rodosie, gdzie po niespodziewanej śmierci wielkiego mistrza Juana Fernándeza de Heredia został wybrany na jego następcę. Ze względu na udział rodziny w krucjacie przeciw Turkom Osmańskim organizowanej przez Zygmunta Luksemburskiego wyprawił się na czele zakonnej eskadry galer wojennych w kierunku ujścia Dunaju. Po przegranej bitwie pod Nikopolis powrócił na Rodos skąd nieustannie utrudniał Turkom Osmańskim działania na Morzu Egejskim.